# Alexander Friedrich von der Osten
Alexander Friedrich von der Osten (* 15. Juli 1668 in Carsdorf; † 10. November 1736 in Halberstadt) war ein kurbrandenburgischer Oberstleutnant und preußischer Minister.

## Leben

### Herkunft
Alexander Friedrich war Angehöriger des Adelsgeschlechts von der Osten. Seine Eltern waren der kurbrandenburgische Generalquartiermeister und Erbherr auf Schildberg Heinrich Adam von der Osten (1626–1683) und Ursula, geborene von Heydebreck. Der Landrat Carl Curt von der Osten (1672–1724) war sein jüngerer Bruder.

### Werdegang
Osten wählte zunächst die Offizierslaufbahn und nahm am Großen Türkenkrieg, insbesondere der Belagerung von Belgrad, aber auch dem Pfälzischen Erbfolgekrieg teil. Er avancierte beim Regiment „Lethmate“ in Magdeburg zum Oberstwachtmeister und erhielt als Oberstleutnant seinen Abschied.
Hiernach war er Hofmarschall bei Markgraf Albrecht Friedrich von Brandenburg-Schwedt in Berlin. Im Jahr 1712 wurde er Vizepräsident der Litauischen Kammer in Tilsit und 1718 Wirklicher Geheimer Staatsminister. Nachdem er sich für einige Jahre auf seine Güter, er war Erbherr auf Stölitz im nach seiner Familie benannten Ostenschen Kreis, zurückgezogen hatte, wurde er 1727 Geheimer Staatsminister und Präsident des Fürstentum Halberstadt.

### Familie
Er vermählte sich in erster Ehe mit Dorothea Elisabeth von Maltzan († 1708) und nach deren Tod mit Eva Catharina von Barfus. Aus beiden Ehen sind mehrere Söhne und Töchter geboren, darunter:
- Levin Heinrich (1701–1745), preußischer Oberst
- Carl Friedrich (1702–1738), preußischer Leutnant
- Alexander (* 1707), kaiserlicher Leutnant
- Friedrich Wilhelm (1712–1764), Geheimer Regierungs- und Kriegsrat[3]
- Albertina

### Tod und Begräbnis
Laut Sterberegister starb Alexander Friedrich von der Osten vermutlich infolge eines Schlagflusses im Alter von 68 Jahren und wurde am 13. November in der Fürstlich Calenbergischen Grablege des Doms zu Halberstadt beigesetzt. In der 2. Hälfte des 19. Jahrhunderts wurde sein Sarg in die Grabkapelle derer von Bussche-Lohe im Westen des Halberstädter Doms transloziert.